# Louis Niedermeyer
Louis Abraham Niedermeyer, född 27 april 1802, död 14 mars 1861, var en fransk tonsättare.
Niedermeyer var elev i pianospel till Ignaz Moscheles, studerade även i Rom och Neapel. Han skrev flera operor som framfördes i Paris men utan framgång; Stradella (1837), Marie Stuart (1844), Robert Bruce (1846). Niedermeyer övergick därefter till kyrkomusiken som tonsättare och lärare, i det han 1853 grundade École de musique religieuse et classique som räknat många berömda franska musiker som elever.